# توماس غوتس
توماس غوتس (بالألمانية: Thomas Götz) هو دبلوماسي ألماني، ولد في 17 مايو 1953 في شفايبيش غموند في ألمانيا.